# بيتي جين واتسون
بيتي جين واتسون (بالإنجليزية: Betty Jane Watson)‏ هي مغنية وممثلة أمريكية، ولدت في 1926 في لو روي في الولايات المتحدة، وتوفيت في 21 فبراير 2016 في بومبانو سيتي في الولايات المتحدة.

## وصلات خارجية
- بيتي جين واتسون على موقع IMDb (الإنجليزية)
- بيتي جين واتسون على موقع ميوزك برينز (الإنجليزية)
- بيتي جين واتسون على موقع قاعدة بيانات برودواي على الإنترنت (الإنجليزية)
- بيتي جين واتسون على موقع ديسكوغز (الإنجليزية)